# La Piarre

La Roche-des-Arnauds este o comună în departamentul Hautes-Alpes, Franța. În 1 ianuarie 2022 avea o populație de 85 de locuitori.